# Pox party
Une « fête de la varicelle », ou ses variantes en anglais pox party, measles party, flu party, covid party, etc. (selon le virus), est une activité sociale consistant à réunir des enfants porteurs du virus d'une maladie infantile avec d'autres non-contaminés afin que ceux-ci la contractent dans un but présumé de renforcement du système immunitaire.

## Description
Si ces pratiques sont parfois prônées par des opposants à la vaccination, la vaccination contre la varicelle n'est pas recommandée en France, il n'y a pas d'éviction scolaire lors des varicelles, et contracter la maladie à l'age adulte étant plus grave que dans l'enfance, il est raisonnable pour des familles de ne pas éviter que leurs enfants contractent la varicelle dans l'enfance.
Les risques de complications graves sont beaucoup plus élevés avec la maladie rougeole par contre, qu'avec le vaccin, d'où l'obligation vaccinale en France.

## Histoire
Cette pratique était courante aux États-Unis dans les années 1950 et 1960[réf. nécessaire], avant la généralisation du vaccin contre la rougeole et la rubéole.
Des campagnes de désinformation provenant d'opposants à la vaccination, avec l'utilisation des réseaux sociaux, tentent de remettre cette pratique au goût du jour.

## Fête de la grippe
Durant la pandémie de grippe A (H1N1) de 2009-2010 au Canada, les médecins ont constaté une augmentation des « fêtes de la grippe », destinées à faire contracter la grippe à des enfants aux fins de les immuniser. Lors de la pandémie de maladie à coronavirus 2019, des Covid parties auraient eu lieu,.